# Anthology (Manowar-album)
Az Anthology az amerikai Manowar 1997-ben megjelent harmadik válogatáslemeze. A kiadvány borítója gyakran szerepelt a "legrosszabb borítók" szavazásokon.

## Számlista
1. "Manowar"
2. "Metal Daze"
3. "Fast Taker"
4. "Battle Hymns"
5. "All Men Play on 10"
6. "Sign of the Hammer"
7. "Fighting the World"
8. "Blow Your Speakers"
9. "Heart of Steel"
10. "Blood of the Kings"
11. "Violence and Bloodshed"
12. "Wheels of Fire"
13. "Metal Warriors"
14. "The Demon's Whip"